# اغتيال يوسف السباعي

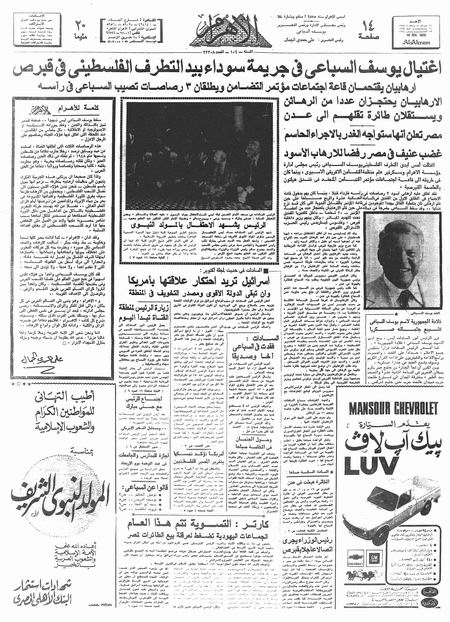
إغتيال يوسف السباعي

تم اغتيال يوسف السباعي الوزير والكاتب المصري في قبرص في صباح يوم 18 فبراير عام 1978 عن عمر ناهز ال60 عاماً أثناء قراءته إحدى المجلات بعد حضوره مؤتمراً آسيوياً أفريقياً بإحدى الفنادق هناك، قتله رجلان في عملية أثرت على العلاقات المصرية - القبرصية.
أدت بمصر لقطع علاقاتها مع قبرص وذلك بعد قيام وحدة عسكرية مصرية خاصة بالهبوط في مطار لارنكا الدولي للقبض علي القاتلين دون إعلام السلطات القبرصية، حيث احتجز القاتلان بعد اغتياله نحو ثلاثين من أعضاء الوفود المشاركين في مؤتمر التضامن كرهائن واحتجزوهم في كافيتيريا الفندق مهددين باستخدام القنابل اليدوية في قتل الرهائن ما لم تستجب السلطات القبرصية لطلبهما بنقلهما جوا إلى خارج البلاد، واستجابت السلطات القبرصية لطلب القاتلين وتقرر إقلاعهما على طائرة قبرصية من طراز (DC8) للسفر خارج قبرص من مطار لارنكا، ودارت معركة بين القوة الخاصة المصرية والجيش القبرصي، أدت إلى مقتل عدة أفراد من القوة المصرية وجرح العديد من الطرفين، واتهمت لاحقا منظمة أبو نضال بالجريمة.

## تفاصيل الحادث
في يوم الجمعة السابع عشر من فبراير/ شباط 1978 وصل يوسف السباعي وزير الثقافة المصري إلى العاصمة القبرصية نيقوسيا على رأس الوفد المصري المشارك في مؤتمر التضامن الأفروآسيوي السادس وبصفته أمين عام منظمة التضامن الأفريقي الآسيوي لكن السباعي لم يعلم ماذا تخبأ له الأقدار هناك.
سافر السادات إلى القدس في نوفمبر/ تشرين الثاني عام 1977 مما جعل عديد من الدول العربية إلى قطع علاقاتها مع مصر رافق السباعي الرئيس السادات في رحلته بصفته رئيسا لتحرير جريدة الأهرام وبعد نحو ثلاثة أشهر سافر السباعي إلى قبرص رغم كل التحذيرات ليقوم اثنان من المتطرفين العرب باغتياله.
محمد صبيح – الأمين العام المساعد لجامعة الدول العربية: «طلبنا وأنا كنت من المصرين أن يكون هذا الاجتماع إما في موسكو أو في برلين لأن هناك تتوفر حماية.. حماية دول قادرة لم تستجب هذه الدول.»
حسن شاش – سفير مصر الأسبق بقبرص: «أنا دهشت جدا لأن قبرص في الوقت ده كانت جزيرة مخترقة من جميع أجهزة المخابرات الموساد والمخابرات الإنجليزية وكان المرحوم يوسف السباعي كان زار إسرائيل مع الرئيس السادات.»
محمد صبيح: «فحاولنا بكل السبل أن لا نذهب إلى قبرص فكان فارسا رحمه الله قال أنا لا أريد أن يقولوا إن يوسف السباعي جبن ولا يريد أن يحضر لا.. سنذهب». تلقى المصريون نبأ اغتيال السباعي بصدمة بالغة ثارت الأسئلة المبكرة عن هوية مرتكب الجريمة وشرعت التكهنات تشير إلى تورط السلطات القبرصية وتواطئها من أجل أن ينجح المتطرفان في تنفيذ جريمتهما وخاصة في ظل غياب الأمن اللازم لحماية المؤتمر.
ادعا قاتلا السباعي إنهم قد قتلاه لأنه ذهب إلى القدس برفقة الرئيس السادات ولأنه بحسب رأيهما كانت له مواقف معادية للقضية الفلسطينية، تناقضت الأنباء إذ أعلن في البداية أن القاتلين فلسطينيان واتضح فيما بعد أن أحدهما فلسطيني والآخر عراقي وما لبثت منظمة التحرير الفلسطينية أن نفت علاقاتها بالحادث بينما أصرت الصحافة المصرية على اتهام المنظمة بتدبير الحادث.عبد القادر ياسين – كاتب ومؤرخ في الشؤون الفلسطينية: تابعنا الأنباء اتضح أن هناك مؤتمرا لصالح فلسطين يعقد في دولة صديقة لفلسطين هي قبرص تنظمه منظمة صديقة لفلسطين هي منظمة التضامن الآفرو آسيوي يرأسها رجل صديق لفلسطين هو يوسف السباعي وما كان لفلسطينيين أن يقتلوا هذا الرجل ووراء كل هذا السجل الحافل.

## حادث الاختطاف
بعد اغتيال السباعي أخذ القاتلان نحو ثلاثين من أعضاء الوفود المشاركين في مؤتمر التضامن كرهائن واحتجزوهم في كافيتيريا الفندق مهددين باستخدام القنابل اليدوية في قتل الرهائن ما لم تستجب السلطات القبرصية لطلبهما بنقلهما جوا إلى خارج البلاد.استجابت السلطات القبرصية لطلب القاتلين وتقرر إقلاعهما على طائرة قبرصية من طراز (DC8) وذلك من مطار لارنكا أطلق القاتلان سراح معظم الرهائن بينما واصلوا احتجاز إحدى عشر رهينة من بينهم أربعة رهائن مصريين ثم أقلعت بهم الطائرة من قبرص لكن عدة دول رفضت أن تهبط بها طائرة الرهائن من بينها ليبيا و سوريا واليمن الجنوبية وبعد هبوط اضطراري في جيبوتي تقرر عودة الطائرة إلى مطار لارنكا.

## الجنازة
في يوم التاسع عشر من فبراير/ شباط عام 1978 أقيمت المراسم الجنائزية لدفن يوسف السباعي ولم يحضر الرئيس السادات الجنازة لكنه أناب عنه نائب رئيس الجمهورية محمد حسني مبارك ووزير الدفاع محمد عبد الغني الجمسي وقد شهدت مراسم الجنازة ردود أفعال شعبية ورسمية ضد القضية الفلسطينية.